# دربی، استرالیای غربی
دربی (به انگلیسی: Derby) یک شهرک در استرالیا است که در استرالیای غربی واقع شده‌است.